# Australidelphia
Australidelphia is een voorgestelde groep (magnorde) binnen de buideldieren die de monito del monte en de Australische buideldieren (klimbuideldieren, roofbuideldieren, buideldassen, buidelmollen en de fossiele Yalkaparidontia) zou omvatten. Deze groep is onder andere gebruikt in het gezaghebbende Classification of mammals van Malcolm McKenna en Susan Bell. In deze indeling staat de Australidelphia tegenover de Ameridelphia, die de opossums en opossummuizen omvat. De Australidelphia werd door McKenna en Bell ingedeeld in de Eometatheria, de Australische buideldieren, en de Microbiotheria, de orde van de monito del monte.
De meeste genetische studies ondersteunen deze groep. In studies gebaseerd op zowel mitochondriaal DNA als op nucleair DNA als op beiden werd een monofyletische Australidelphia gevonden. Andere genetische gegevens geven echter andere resultaten. DNA-hybridisatie plaatste de opossummuizen binnen de Australidelphia als zustergroep van de buideldassen. Een studie gebaseerd op het mitochondriale 12S rRNA ondersteunde ook een buideldassen-opossummuizen-groep, maar deze groep was verwant aan de opossums in plaats van de andere Ameridelphia. De monofylie van de Eometatheria wordt echter minder goed ondersteund; verschillende studies plaatsen de monito del monte binnen de Eometatheria.